# تاکئو ایتو
تاکئو ایتو (انگلیسی: Takeo Ito؛ زادهٔ ۵ ژانویهٔ ۱۹۱۵ - درگذشت نامشخص) بازیکن هاکی روی چمن اهل ژاپن بود.